# Continuum (instrument)

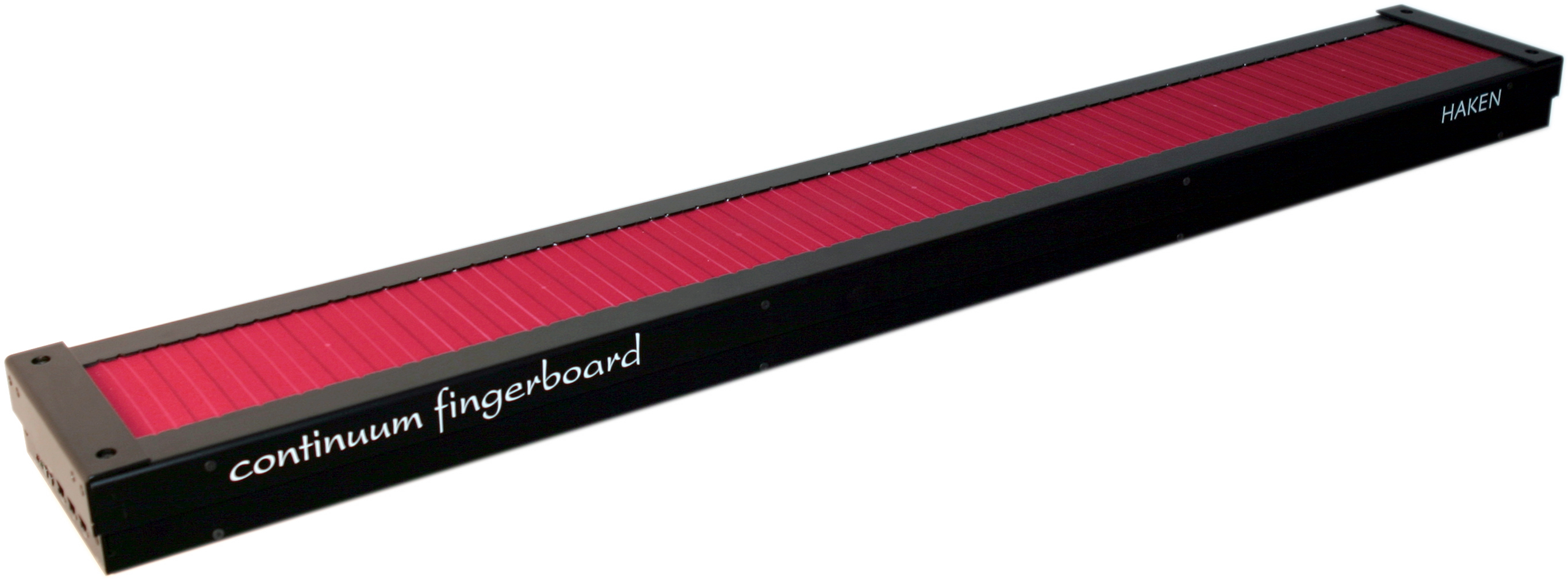
Continuum

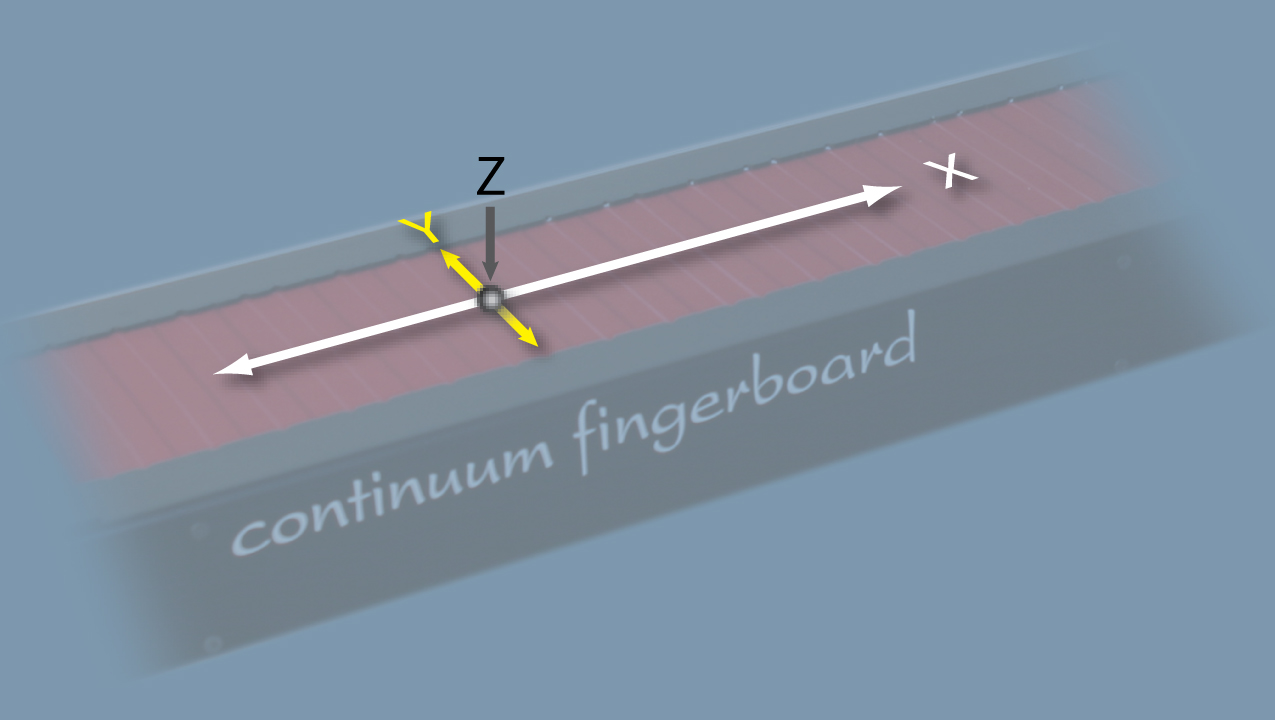
Zarówno wpływ siły nacisku, jak i położenia wzdłuż każdej z pozostałych osi jest oddzielnie programowany i może wpływać na uzyskiwany dźwięk.

Continuum Fingerboard – instrument klawiszowy skonstruowany przez Lippolda Hakena, profesora University of Illinois. Continuum jest produkowane oraz sprzedawane przez przedsiębiorstwo Haken Audio z siedzibą w Champaign (w stanie Illinois w Stanach Zjednoczonych).
Instrument wytwarza dźwięki jedynie po podłączeniu do sekwensera, modułów dźwiękowych lub syntezatora MIDI. Czas reakcji klawiatury pokrytej wrażliwym na dotyk neoprenem wynosi 1,33 ms. Powierzchnia do gry na pełnowymiarowym instrumencie mierzy 19 cm szerokości oraz 137 cm długości (8 oktaw), natomiast wersja skrócona – 19 cm szerokości oraz 87 cm długości (4 oktawy).

## Instrumentaliści
- Jordan Rudess – multiinstrumentalista, członek grupy Dream Theater
- A.R. Rahman[4] – indyjski kompozytor muzyki filmowej
- John Paul Jones – multiinstrumentalista, były członek grupy Led Zeppelin
- Randy Kerber[5] – amerykański instrumentalista klawiszowiec
- John Williams[6] – kompozytor muzyki filmowej